# Gorica (Apajkeresztúr)
Gorica falu Horvátországban Kapronca-Kőrös megyében. Közigazgatásilag Apajkeresztúrhoz tartozik.

## Fekvése
Kaproncától 11 km-re északnyugatra, községközpontjától 6 km-re északkeletre, a Drávamenti-síkságon fekszik.

## Története
1857-ben 191, 1910-ben 334 lakosa volt. A trianoni békeszerződésig Varasd vármegye Ludbregi járásához tartozott. 2001-ben 141 lakosa volt.

## Külső hivatkozások
- Rasinja község hivatalos oldala